# Mạng lưới Đường bộ Quốc tế châu Âu

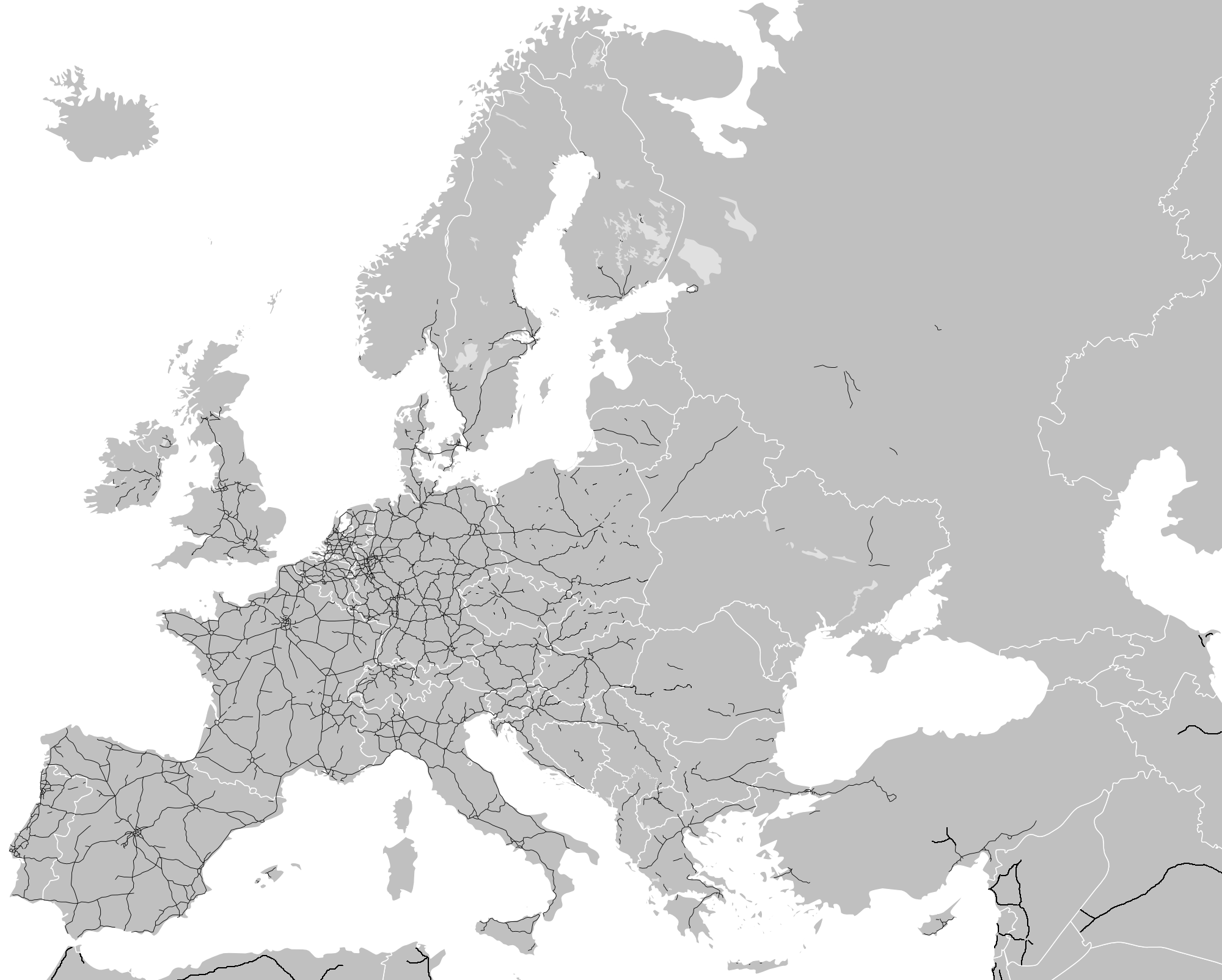
Mạng lưới đường cao tốc ở châu Âu từ tháng 12 năm 2012.

Mạng lưới Đường bộ Quốc tế châu Âu là một hệ thống đánh số cho các tuyến đường giao thông ở châu Âu bởi Ủy ban Kinh tế của Liên Hợp Quốc về châu Âu (UNECE). Mạng lưới này được đánh số từ E1 và là các tuyến đường xuyên quốc gia. Nó cũng chạy đến tận Trung Á  như Kyrgyzstan, kể từ khi quốc gia này là thành viên của UNECE.
Hầu hết tại các quốc gia, hệ thống đường giao thông này được thực hiện đánh số bên cạnh số của tuyến đường tại quốc gia đó. Các quốc gia khác như Bỉ, Đan Mạch, Na Uy và Thụy Điển có bảng chỉ dẫn tuyến đường châu Âu riêng (Ví dụ: E18 hay E6) trong khi ở quốc gia khác như là Anh, Quy định và Hướng dẫn chung về đèn hiệu giao thông không quy định về việc đánh số này.
Mạng lưới Đường bộ Quốc tế châu Âu cũng tương tự như Mạng lưới Đường cao tốc Xuyên Á, Cao tốc Xuyên châu Mỹ hay Mạng lưới Đường cao tốc Xuyên châu Phi.

## Hệ thống đánh số
Hệ thống đánh số tuyến đường quy định như sau:
- Đường tham chiếu và đường trung gian gọi là đường loại A (cấp I) có số từ 1-129
  - Đường được đánh số lẻ nếu có hướng đi là Bắc-Nam, bắt đầu đánh từ E1 từ phía Tây sang (Đường E1 từ Larne, Bắc Ireland đến Sevilla, Tây Ban Nha).
  - Đường được đánh số chắn nếu có hướng đi là Tây-Đông, bắt đầu đánh từ phía Bắc. Tuy nhiên, nó cũng có một số trường hợp ngoại lệ.
- Đường nhánh, đường liên kết, đường kết nối được gọi là Đường giao thông lớp B (cấp II) có ba chữ số trên 130.
- Đường tham chiếu được đánh số từ 5-95, kết thúc với số 0 hoặc 5 (ví dụ: Tuyến đường châu Âu E10, E15, E25, E75, E85..) hoặc có số lẻ từ 101-129. Các tuyến đường này thường chạy dài khắp châu Âu, kéo dài tới cả ngàn km.
  - Đường chạy theo hướng Bắc-Nam được đánh số từ 5-95 nhưng có đuôi kết thúc là 5 (Ví dụ như E05, E15, E25,... E95) hoặc lẻ từ 101-129, và tăng từ Tây sang Đông.
  - Đường chạy theo hướng Tây-Đông có đuôi là 0 tăng dần từ Bắc xuống Nam.
- Đường trung gian được đánh số từ 1-99 và không phải là đường tham chiếu. Những đường này ngắn hơn đáng kể so với đường tham chiếu. Chúng được đánh số lẻ nếu theo hướng Bắc-Nam (trừ trường hợp đường E6), số chẵn nếu là Tây-Đông, hoặc là số giữa của những đường tham chiếu.
- Đường lớp B có ba chữ số, trong đó chữ số đầu tiên được là số của con đường tham chiếu gần nhất về phía bắc, chữ số thứ hai là của con đường tham chiếu gần nhất về phía tây, và chữ số thứ ba là một số sê-ri.
- Đường giao thông loại A nằm về phía Đông của đường châu Âu E99 là số lẻ có ba chữ số được quy định khác so với đường loại A ở trên được áp dụng cho các tuyến đường này.
- Đường loại B nằm về phía Đông của đường E101 là số có ba chữ số bắt đầu bằng số 0, từ 001-099.

### Trường hợp ngoại lệ
Hai đường loại A cụ thể là E47 và E55 đã được phép giữ lại số đã được đánh từ năm 1992, tương ứng với đường E6 và E4 ở Thụy Điển và Na Uy.
Trường hợp ngoại lệ hơn nữa là Tuyến đường châu Âu E67, đi từ Estonia tới Ba Lan (ở phía trái của E75 và E77), hoàn thành xây dựng vào năm 2000, đơn giản nó được đánh là E67 chỉ vì đó là số tốt nhất có sẵn cho tuyến đường mới này, hay tuyến đường E63 ở Phần Lan (ở phía trái của E75), E8 ở Phần Lan (một phần ở phía bên trái của E12 sau khi được kéo dài vào năm 2002) và E82 (Tây Ban Nha và Bồ Đào Nha, ở phía trái của E80). Những trường hợp ngoại lệ này vẫn được tồn tại để duy trì trật tự của mạng lưới giao thông, và UNECE không muốn thay đổi số lượng đường không cần thiết.
Vì Cộng hòa Nhân dân Xã hội chủ nghĩa Albania từ chối tham gia các điều ước quốc tế như AGR  nên hệ thống tuyến đường ở quốc gia này cũng bị loại trừ ra, như là đường E65 và E90 đã làm đường vòng để đi qua. Trong những năm 1990, khi Albania mở cửa đối với phần còn lại của châu Âu, nhưng với việc nước này phê chuẩn AGR tháng 8 năm 2006, nên việc hội nhập vào Mạng lưới Đường bộ châu Âu vẫn còn chậm.

## Đường lớp A

### Đường tham chiếu Bắc-Nam
- – 2.960 km (1.840 mi): Greenock (Scotland) – Glasgow – Preston – Birmingham – Southampton ... Le Havre – Paris – Orléans – Bordeaux – San Sebastián – Burgos - Madrid – Sevilla – Algeciras (Tây Ban Nha)
- - 3.590 km (2.230 mi): Inverness (Scotland) – Perth – Edinburgh – Newcastle – London – Folkestone – Dover ... Calais – Paris – Lyon – Orange – Narbonne – Girona – Barcelona – Tarragona – Castellón de la Plana – Valencia – Alicante – Murcia – Almería – Málaga – Algeciras (Tây Ban Nha)
- - 1.830 km (1.140 mi): Hook của Hà Lan (Hà Lan) – Rotterdam – Eindhoven – Maastricht – Liège – Bastogne – Arlon – Luxembourg – Metz – Saint-Avold – Strasbourg – Mulhouse – Basel – Olten – Bern – Lausanne – Geneva – Mont Blanc – Aosta – Ivrea – Vercelli – Alessandria – Genoa ... Bastia – Porto-Vecchio – Bonifacio ... Porto Torres – Sassari – Cagliari ... Palermo (Sicilia, Ý)
- – 1.660 km (1.030 mi): Amsterdam (Hà Lan) – Utrecht – Arnhem – Emmerich – Oberhausen – Köln – Frankfurt am Main – Heidelberg – Karlsruhe – Offenburg – Basel – Olten – Lucerne – Altdorf – Đèo Gotthard – Bellinzona – Lugano – Chiasso – Como – Milan – Piacenza – Parma – Modena – Florence – Roma (Ý)
- - 4.998 km (3.106 mi): Karesuvanto (Phần Lan) - Karesuando - Arvidsjaur - Östersund - Mora - Säffle - Göteborg ... Frederikshavn – Aalborg – Aarhus – Vejle – Kolding – Flensburg – Hamburg – Hanover – Göttingen – Kassel – Fulda – Würzburg – Nürnberg – München – Rosenheim – Wörgl – Innsbruck – Brenner – Fortezza – Bolzano – Trento – Verona – Modena – Bologna – Cesena – Perugia – Fiano Romano – Naples – Salerno – Sicignano degli Alburni – Cosenza – Villa San Giovanni ... Messina – Catania – Siracusa – Rosolini - Gela (Sicilia, Ý)
- - 2.920 km (1.810 mi): Helsingborg (Thụy Điển) ... Helsingør – Copenhagen – Køge – Vordingborg – Farø – Nykøbing Falster – Gedser ... Rostock – Berlin – Lübbenau – Dresden – Ústí nad Labem – Prague – Tábor – Linz – Salzburg – Villach – Tarvisio – Udine – Palmanova – Mestre – Ravenna – Cesena – Rimini – Fano – Ancona – Pescara – Canosa di Puglia – Bari – Brindisi ... Igoumenitsa – Preveza – Rhion – Patras – Pyrgos – Kalamata (Hy Lạp) (Xem thêm E 4 dưới đây)
- - 3.800 km (2.400 mi): Malmö (Thụy Điển) – Ystad ... Świnoujście – Wolin – Goleniów – Szczecin – Gorzów Wielkopolski – Świebodzin – Zielona Góra – Legnica – Jelenia Góra – Harrachov – Železný Brod – Turnov – Mladá Boleslav – Prague – Jihlava – Brno – Bratislava – Rajka – Csorna – Szombathely – Zalaegerszeg – Nagykanizsa – Letenye – Zagreb – Karlovac – Rijeka – Split – Dubrovnik – Petrovac – Podgorica – Bijelo Polje – Pristina – Skopje – Kičevo – Ohrid - Bitola – Niki – Vevi – Kozani – Larissa – Domokos – Lamia – Bralos – Itea – Antirrio - Rhion – Aigio – Corinth – Tripoli – Kalamata ... Kissamos – Chania (Crete, Hy Lạp)
- - 4.340 km (2.700 mi): Vardø (Na Uy) – Vadsø – Varangerbotn – Utsjoki – Inari – Ivalo – Sodankylä – Rovaniemi – Kemi – Oulu – Jyväskylä – Heinola – Lahti – Helsinki ... Gdańsk – Świecie – Łódź – Częstochowa – Katowice – Žilina – Bratislava – Győr – Budapest – Szeged – Subotica - Novi Sad - Belgrade – Niš – Kumanovo – Skopje – Veles - Gevgelija – Evzoni - Thessaloniki – Katerini - Larissa – Lamia – Athens ... Chania – Heraklion – Agios Nikolaos – Sitia (Crete, Hy Lạp)
- - 2.300 km (1.400 mi): Klaipėda (Litva) – Kaunas – Vilnius – Lida – Slonim – Kobryn – Dubno — Ternopil — Chernivtsi —Siret – Suceava – Roman – Urziceni – Bucharest – Giurgiu – Ruse – Byala – Veliko Tarnovo – Stara Zagora – Haskovo – Svilengrad – Ormenio – Kastanies – Didymoteicho – Alexandroupoli (Hy Lạp)
- - 1.790 km (1.110 mi): Saint Petersburg (Nga) – Pskov – Gomel – Kiev – Odessa ... Samsun – Merzifon (Thổ Nhĩ Kỳ)
- - 850 km (530 mi): Moskva (Nga) – Kaluga – Bryansk – Hlukhiv – Kiev (Ukraina)
- - 3.770 km (2.340 mi): Kirkenes (Na Uy) – Murmansk – Petrozavodsk – Saint Petersburg – Moskva – Tula – Orel – Kharkiv – Simferopol – Alushta – Yalta (Krym)
- - 1.730 km (1.070 mi): Yaroslavl (Nga) – Moskva – Voronezh – Novorossiysk (Nga)
- - 1.050 km (650 mi): Mineralnye Vody (Nga) – Nalchik – Vladikavkaz – Stepantsminda - Mtskheta - Tbilisi – Marneuli - Bolnisi - Yerevan – Goris – Megri (Armenia)
- - 2.630 km (1.630 mi): Moskva (Nga) – Tambov – Povorino – Volgograd – Astrakhan – Makhachkala – Kuba – Baku – Alyat – Astara (Azerbaijan)
- - 2.700 km (1.700 mi): Samara (Nga) – Oral – Atyrau – Beineu – Shetpe – Zhetybai – Fetisovo – Bekdash – Türkmenbaşy – Gyzylarbat – Biên giới của nước Cộng hòa Hồi giáo Iran
- - 2.840 km (1.760 mi): Chelyabinsk (Nga) – Kostanay – Esil – Derzhavinsk – Arkalyk – Jezkazgan – Kyzylorda – Shymkent – Tashkent – Ayni – Dushanbe – Panji Poyon (gần biên giới Afghanistan - Tajikistan)
- - 2.600 km (1.600 mi): Ishim (Nga) – Astana – Karaganda – Balkhash – Burubaytal – Almaty – Bishkek – Naryn – Đèo Torugart (Biên giới Trung Quốc và Kyrgyzstan)
- - 1.330 km (830 mi): Omsk (Nga) – Pavlodar – Semey – Georgiyevka – Maikapshagai (Kazakhstan)

### Đường tham chiếu Tây-Đông
- - 880 km (550 mi): Å (Na Uy) – Svolvær – Lødingen – Evenes – Narvik – Kiruna – Töre – Luleå (Thụy Điển)
- - 1.880 km (1.170 mi): Shannon (Ireland) – Limerick – Dublin ... Liverpool – Manchester – Leeds – Hull ... Esbjerg – Copenhagen – Malmö – Helsingborg – Halmstad – Göteborg – Örebro – Stockholm ... Tallinn – Narva – Saint Petersburg (Nga)
- - 6.050 km (3.760 mi): Cork (Ireland) – Waterford – Wexford – Rosslare ... Fishguard – Swansea – Bridgend - Cardiff – Newport – Bristol – London – Colchester – Ipswich – Felixstowe ... Hook của Hà Lan – Den Haag – Gouda – Utrecht – Amersfoort – Oldenzaal – Osnabrück – Bad Oeynhausen – Hanover – Braunschweig – Magdeburg – Berlin – Świebodzin – Poznań – Warszawa – Brest – Minsk – Smolensk – Moskva – Ryazan – Penza – Samara – Ufa – Chelyabinsk – Kurgan – Ishim – Omsk (Nga)
- - 8.500 km (5.300 mi): Calais (Pháp) – Bruges – Ghent – Brussels – Leuven - Liège - Eupen – Aachen – Cologne – Olpe – Wetzlar – Gießen - Bad Hersfeld - Eisenach – Erfurt – Gera – Chemnitz – Dresden – Görlitz – Legnica – Wrocław – Opole – Gliwice – Zabrze - Katowice – Kraków – Rzeszów – Jarosław – Korczowa – Lviv – Rivne – Zhytomyr – Kiev – Kharkiv – Luhansk – Volgograd – Astrakhan – Atyrau – Beyneu – Qo'ng'irot – Nukus – Daşoguz – Bukhara – Navoiy – Samarkand – Jizzakh – Tashkent – Shymkent – Zhambyl – Bishkek – Almaty – Sary-Ozek – Taldykorgan – Ucharal – Taskesken – Ayagoz – Georgiyevka – Oskemen – Ridder (Kazakhstan)
- - 5.100 km (3.200 mi): Brest (Pháp) – Rennes – Le Mans – Paris – Reims – Metz – Saarbrücken – Mannheim – Heilbronn – Nuremberg – Rozvadov – Plzeň – Prague – Jihlava – Brno – Trenčín – Prešov – Košice – Vyšné Nemecké – Uzhhorod – Mukachevo – Stryj – Ternopil – Khmelnytskyi – Vinnytsia – Uman – Kirovohrad – Dnipropetrovsk – Donetsk – Rostov-on-Don – Armavir – Mineralnye Vody – Makhachkala...còn được gọi là "Via Caroli" (Nga)
- - 8.200 km (5.100 mi): Brest (Pháp) – Lorient – Vannes – Nantes – Angers – Tours – Orléans – Montargis – Auxerre – Beaune – Dole – Besançon – Belfort – Mulhouse – Basel – Zürich – Winterthur – St. Gallen – St. Margrethen – Bregenz – Lauterach – Feldkirch – Landeck – Imst – Telfs – Innsbruck – Wörgl – Rosenheim – Bad Reichenhall – Salzburg – Sattledt – Linz – Sankt Pölten – Vienna – Nickelsdorf – Mosonmagyaróvár – Budapest – Szolnok – Püspökladány – Oradea – Cluj-Napoca – Turda – Târgu Mureş – Braşov – Ploieşti – Bucharest – Urziceni – Slobozia – Hârşova – Constanţa - Agigea ... Poti – Senaki - Samtredia - Kutaisi – Khashuri – Gori – Tbilisi – Rustavi – Ganja – Yevlakh – Baku ... Türkmenbaşy – Gyzylarbat – Ashgabat – Tejen – Mary – Türkmenabat – Alat – Bukhara – Karshi – Guzar – Sherobod – Termez – Dushanbe – Jirgatal – Sary Tash – Irkeshtam (Biên giới Kyrgyzstan và Trung Quốc)
- - 4.550 km (2.830 mi): A Coruña (Tây Ban Nha) – Gijón – Bilbao – San Sebastián – Bordeaux – Clermont-Ferrand – Lyon – Chambéry – Susa – Turin – Alessandria – Tortona – Brescia – Verona – Mestre – Palmanova – Trieste – Postojna – Ljubljana – Zagreb – Slavonski Brod – Belgrade – Vršac – Timişoara – Drobeta-Turnu Severin – Craiova – Alexandria – Bucharest – Giurgiu – Ruse – Razgrad – Shumen – Varna ... Samsun – Ordu – Giresun – Trabzon – Batumi – Poti (Gruzia)
- - 5.600 km (3.500 mi): Lisbon (Bồ Đào Nha) – Valladolid – Burgos - San Sebastián – Toulouse – Nice – Genoa – Roma – Pescara ... Dubrovnik – Podgorica - Pristina – Niš - Sofia – Plovdiv - Istanbul – İzmit – Gerede – Amasya – Erzurum – Gürbulak – Iran
- – 4.770 km (2.960 mi): Lisbon (Bồ Đào Nha) – Madrid – Barcelona ... Mazara del Vallo – Palermo – Messina ... Reggio Calabria – Metaponto – Taranto – Brindisi ... Igoumenitsa – Ioannina - Kozani – Thessaloniki – Alexandroupoli – Gelibolu ... Lapseki – Bursa – Ankara – Adana – Nusaybin – Sông Khabur – Iraq

### Đường trung gian Bắc-Nam
- - 1.460 km (910 mi): Larne (Bắc Ireland) – Belfast - Newry - Dundalk - Drogheda – Dublin – Rosslare ... A Coruña – Pontevedra – Vigo – Valença – Porto - Lisbon - Albufeira - Castro Marim – Huelva – Sevilla (Tây Ban Nha)
- - 470 km (290 mi): Cherbourg-Octeville (Pháp) – La Rochelle (Pháp)
- – 3.120 km (1.940 mi): Trelleborg – Malmö – Helsingborg – Halmstad – Göteborg – Oslo – Hamar – Lillehammer – Dombås – Trondheim – Stjørdal – Steinkjer – Mosjøen – Mo i Rana – Rognan – Fauske ... Ballangen – Narvik – Setermoen – Alta – Olderfjord – Lakselv – Karasjok – Varangerbotn – Kirkenes (các quy tắc - xem ở trên)
- – 250 km (160 mi): Pau, Pyrénées-Atlantiques (Pháp) – Jaca – Zaragoza (Tây Ban Nha)
- – 967 km (601 mi): Orléans (Pháp) – Toulouse – Barcelona (Tây Ban Nha)
- – 540 km (340 mi): Vierzon (Pháp) – Montluçon – Clermont-Ferrand – Montpellier (Pháp)
- – 230 km (140 mi): Leeds (Anh) - Doncaster – Sheffield – Nottingham – Leicester – Northampton – London (Anh)
- – 670 km (420 mi): Antwerp (Bỉ) – Beaune (Pháp)
- – 520 km (320 mi): Amsterdam (Hà Lan) – Brussels – Paris (Pháp)
- – 540 km (340 mi): Metz (Pháp) – Geneva (Thụy Sĩ)
- – 390 km (240 mi): Metz (Pháp) – Lausanne (Thụy Sĩ)
- – 350 km (220 mi): Belfort (Pháp) – Bern – Martigny – Aosta (Ý)
- – 290 km (180 mi): Cologne (Đức) – Sarreguemines – E 25 (tại Strasbourg) (Pháp)
- – 520 km (320 mi) - Rotterdam (Hà Lan) – Ludwigshafen (Đức)
- – 100 km (62 mi): Parma (Ý) – La Spezia (Ý)
- – 290 km (180 mi): Bremen (Đức) – Cologne (Đức)
- – 1.330 km (830 mi): Trondheim (Na Uy) – Orkanger – Vinjeøra – Halsa – Straumsnes – Kết nối Đại lục Kristiansund – Batnfjordsøra – Molde ... Vestnes – Skodje – Ålesund – Volda – Nordfjordeid ... Sandane – Førde – Lavik ... Instefjord – Knarvik – Bergen – Os ... Stord – Sveio – Aksdal – Bokn ... Rennesøy – Randaberg – Stavanger – Sandnes – Helleland – Flekkefjord – Lyngdal – Mandal – Kristiansand ... Hirtshals – Hjørring – Nørresundby – Aalborg (Đan Mạch)
- – 760 km (470 mi): Dortmund (Đức) – Wetzlar – Aschaffenburg – Würzburg – Stuttgart – Schaffhausen – Winterthur – Zürich – Altdorf
- – 510 km (320 mi): Würzburg (Áo) – Ulm – Lindau – Bregenz – St. Margrethen – Buchs – Chur – San Bernardino – Bellinzona (Thụy Sĩ)
- – 290 km (180 mi): Helsingborg (Thụy Điển) ... Helsingør – Copenhagen – Køge – Vordingborg – Farø – Rødby ... Puttgarden – Oldenburg in Holstein – Lübeck (Đức) (Xem thêm E 06 dưới đây)
- – 740 km (460 mi): Magdeburg (Đức) – Halle – Plauen – Schönberg – Vojtanov – Cheb - Karlovy Vary – Plzeň – České Budějovice – Halámky – Viên (Áo)
- – 410 km (250 mi): Berlin (Đức) – Leipzig – Gera – Hirschberg – Hof – Bayreuth – Nuremberg (Đức)
- – 270 km (170 mi): Plzeň (Cộng hòa Séc) – Bayerisch Eisenstein – Deggendorf – Munich (Đức)
- – 380 km (240 mi): Sattledt (Áo) – Liezen – Sankt Michael – Graz – Maribor – Ljubljana (Slovenia)
- – 660 km (410 mi): Praha (Cộng hòa Séc) – Jihlava – Vienna – Graz – Spielfeld – Maribor – Zagreb (Croatia)
- – 240 km (150 mi): Villach (Áo) – Karavanke Tunnel – Naklo – Ljubljana – Trieste – Rijeka (Croatia)
- – 1.110 km (690 mi): Sodankylä (Phần Lan) – Kemijärvi - Posio – Kuusamo – Kajaani – Iisalmi – Kuopio – Jyväskylä – Tampere – Turku (Phần Lan)
- – 1.630 km (1.010 mi): Helsinki (Phần Lan) ... Tallinn – Riga – Kaunas – Warszawa – Piotrków Trybunalski – Wrocław – Kłodzko – Kudowa-Zdrój – Náchod – Hradec Králové – Praha; còn được biết đến với tên Via Baltica (Cộng hòa Séc)
- – 130 km (81 mi): Nordkapp (Bắc Cape) (Na Uy) – Olderfjord (Na Uy)
- – 970 km (600 mi): Košice (Slovakia) – Miskolc – Budapest – Balatonvilágos – Nagykanizsa – Zagreb – Karlovac – Knin – Split (Croatia)
- – 710 km (440 mi): Budapest (Hunggary) – Szekszárd – Mohács – Osijek – Đakovo – Šamac – Zenica – Sarajevo - Mostar – Metković (Croatia)
- – 1.690 km (1.050 mi): Pskov (Nga) – Riga – Šiauliai – Tolpaki – Kaliningrad ... Gdańsk – Elbląg – Warszawa – Radom – Kraków – Trstená – Ružomberok – Zvolen – Budapest (Hunggary)
- – 1.160 km (720 mi): Miskolc (Hunggary) – Debrecen – Berettyóújfalu – Oradea – Beiuş – Deva – Petroşani – Târgu Jiu – Craiova – Calafat ... Vidin – Vraca – Botevgrad – Sofia – Blagoevgrad – Serres – Thessaloniki (Hy Lạp)
- – 990 km (620 mi): Mukachevo (Ukraina) – Halmeu – Satu Mare – Zalău – Cluj-Napoca – Turda – Sebeş – Sibiu – Piteşti – Bucharest - Constanţa (România)
- – 250 km (160 mi): Byala (Bulgaria) – Pleven – Jablanica – Botevgrad – Sofia (Bulgaria)
- – 2.030 km (1.260 mi): Odessa (Ukraina) – Izmail – Reni – Galaţi – Tulcea – Constanţa – Varna – Burgas – Malko Tarnovo – Dereköy – Kırklareli – Babaeski – Havsa – Keşan – Gelibolu – Ayvalık – İzmir – Selçuk – Aydın – Denizli – Acıpayam – Korkuteli – Antalya (Thổ Nhĩ Kỳ)
- – 130 km (81 mi): Gerede (Thổ Nhĩ Kỳ) – Kızılcahamam – Ankara (Thổ Nhĩ Kỳ)
- – 170 km (110 mi): Toprakkale (Thổ Nhĩ Kỳ) – İskenderun – Antakya – Yayladağı – Syria
- – 1.150 km (710 mi): Kherson (Ukraina) – Dzhankoy – Novorossiysk – Sochi – Sokhumi – Zugdidi - Senaki (Gruzia)
- – Şanlıurfa (Thổ Nhĩ Kỳ) - Diyarbakır - Bitlis - Doğubeyazit - Iğdir - Dilucu - Sadarak (Azerbaijan) E99/E 99

### Đường trung gian Tây-Đông
- E 02 – Liena - Cunia - Genaria - Bulonia - Lusa - Thalia - Leiti - Ostana - Berlasquia
- – 1.590 km (990 mi): Helsingborg (Thụy Điển) – Jönköping – Linköping – Norrköping – Södertälje – Stockholm – Uppsala – Sundsvall – Örnsköldsvik – Umeå – Luleå – Haparanda – Tornio (Phần Lan)
- – 1.410 km (880 mi): Tromsø (Na Uy) – Nordkjosbotn – Skibotn – Kilpisjärvi – Kolari – Tornio – Kemi – Oulu – Kokkola – Vaasa – Pori – Turku (Phần Lan)
- – 910 km (570 mi): Mo i Rana (Na Uy) – Umeå ... Vaasa – Tampere – Hämeenlinna – Helsinki (Phần Lan)
- – 460 km (290 mi): Trondheim (Na Uy) – Östersund – Sundsvall (Thụy Điển)
- – 710 km (440 mi): Derry (Bắc Ireland) – Belfast ... Glasgow – Edinburgh ... Bergen – Arna – Voss - Lærdal – Tyin – Fagernes – Hønefoss (– Sandvika – Oslo) - Gardermoen (Na Uy) - Kongsvinger - Torsby - Malung - Borlänge - Falun - Sandviken - Gävle (Thụy Điển)
- – 1.890 km (1.170 mi): Craigavon (Bắc Ireland) – Belfast – Larne ... Stranraer – Gretna – Carlisle – Newcastle ... Kristiansand – Arendal – Porsgrunn – Larvik – Sandefjord – Horten – Drammen – Oslo – Askim – Karlstad – Örebro – Västerås – Stockholm/Kapellskär ... Mariehamn ... Turku/Naantali – Helsinki – Kotka – Vaalimaa – Vyborg – Saint Petersburg (Nga)
- – 5.320 km (3.310 mi): Holyhead (Ireland) – Chester – Warrington – Manchester – Leeds – Doncaster – Immingham ... Amsterdam – Groningen – Bremen – Hamburg – Lübeck – Rostock – Sassnitz ... Trelleborg – Malmö – Kalmar – Norrköping ... Ventspils – Riga – Rēzekne – Velikiye Luki – Moskva – Vladimir – Nizhny Novgorod – Kazan – Yelabuga – Perm – (Châu Á) – Yekaterinburg – Tyumen – Ishim (Nga)
- – 230 km (140 mi): Birmingham (Anh) – Cambridge – Ipswich (Anh)
- – 280 km (170 mi): Hamburg (Đức) – Berlin (Đức)
- – 1.230 km (760 mi): Berlin (Đức) – Szczecin – Goleniów – Koszalin – Słupsk - Gdynia - Gdańsk – Kaliningrad – Tolpaki – Nesterov – Marijampolė – Vilnius – Minsk (Belarus)
- – 30 km (19 mi): Colchester (Anh) – Harwich (Anh)
- – 470 km (290 mi): Zeebrugge (Bỉ) – Antwerp – Eindhoven – Venlo – Oberhausen – Dortmund – Bad Oeynhausen (Đức)
- – 220 km (140 mi): Berlin (Đức) – Lübbenau – Cottbus – Legnica (Ba Lan)
- –  Hlukhiv (Ukraina) - Kursk - Voronezh - Saratov - Oral - Aktobe - Karabulak - Aral - Novokazalinsk - Kyzylorda - Shymkent (Kazakhstan)
- – 620 km (390 mi): Dunkirk (Pháp) – Lille – Mons – Charleroi – Namur – Liège – St. Vith – Wittlich – Bingen – Wiesbaden – Frankfurt am Main – Aschaffenburg (Đức)
- – 780 km (480 mi): Le Havre (Pháp) – Amiens – Charleville-Mézières – Luxembourg – Trier – Koblenz – Wetzlar – Giessen (Đức)
- – 720 km (450 mi): Cherbourg-Octeville (Pháp) – Caen – Rouen – Reims – Charleville-Mézières – Liège (Bỉ)
- – 350 km (220 mi): Schweinfurt (Đức) – Bayreuth – Marktredwitz – Cheb – Karlovy Vary – Praha (Cộng hòa Séc)
- – 520 km (320 mi): Strasbourg (Pháp) – Appenweier – Karlsruhe – Stuttgart – Ulm – Munich – Salzburg (Áo)
- – 860 km (530 mi): Paris (Pháp) – Chaumont – Mulhouse – Basel – Waldshut – Lindau – Munich (Đức)
- – 310 km (190 mi): Nuremberg (Đức) – Regensburg – Passau – Wels – Sattledt (Áo)
- – 2.200 km (1.400 mi): Viên (Áo) – Bratislava – Zvolen – Košice – Uzhhorod – Mukachevo – Halmeu – Suceava – Iaşi – Sculeni – Chişinău – Odessa – Mykolaiv – Kherson – Melitopol – Taganrog – Rostov trên sông Đông (Nga)
- – 1.290 km (800 mi): Nantes (Pháp) – Poitiers – Mâcon – Geneva – Lausanne – Martigny – Sion – Simplon – Gravellona Toce – Milan – Tortona – Genoa (Ý)
- – 240 km (150 mi): Turin (Ý) – Milan – Brescia (Ý)
- – 650 km (400 mi): Fortezza (Ý) – Innichen – Spittal an der Drau – Villach – Klagenfurt – Graz – Veszprém – Székesfehérvár (Hungary)
- – 510 km (320 mi): Szeged (Hungary) – Arad – Deva – Sibiu – Braşov (Romania)
- - 129 km (80 mi): Olderfjord (Na Uy) - Bắc Cape
- – 250 km (160 mi): Bordeaux (Pháp) – Toulouse (Pháp)
- – 240 km (150 mi): Nice (Pháp) – Cuneo – Asti – Alessandria (Ý)
- – 80 km (50 mi): Pisa (Ý) - Migliarino – Florence (Ý)
- – 270 km (170 mi): Grosseto (Ý) – Arezzo – Sansepolcro – Fano (Ý)
- – 380 km (240 mi): Porto (Bồ Đào Nha) – Vila Real – Bragança – Zamora – Tordesillas (Tây Ban Nha)
- – 150 km (93 mi): Keşan (Thổ Nhĩ Kỳ) – Tekirdağ – Silivri (Thổ Nhĩ Kỳ)
- – 200 km (120 mi): Krystallopigi (Hy Lạp) – Florina – Vévi – Géfira (Hy Lạp)
- - 640 km (400 mi): Ankara (Thổ Nhĩ Kỳ) – Yozgat – Sivas – Refahiye (Thổ Nhĩ Kỳ)
- – 320 km (200 mi)): Igoumenitsa (Hy Lạp) – Ioannina – Trikala – Larissa - Volos (Hy Lạp)
- – 110 km (68 mi): Corinth (Hy Lạp) – Megara – Attiki Odos (Elefsina - Athens Suburbs - Markopoulo Mesogeas). (Hy Lạp)
- – 440 km (270 mi): İzmir (Thổ Nhĩ Kỳ) – Usak – Afyonkarahisar – Sivrihisar (Thổ Nhĩ Kỳ)
- – 60 km (37 mi): Topboğazi – Kırıkhan – Reyhanlı – Cilvegözü → Syria

## Đường lớp B
- – Tbilisi (Gruzia) – Marneuli – Sadakhlo - Bagratashen - Vanadzor (Armenia)
- – Alyat (Azerbaijan) - Saatly Rayon - Megri - Ordubad - Julfa - Nakhchivan – Sadarak (Azerbaijan)
- – Uchkuduk (Uzbekistan) – Daşoguz – Ashgabat – Ashgabat (Turkmenistan)
- – Kyzylorda (Kazakhstan) – Uchkuduk – Bukhara (Uzbekistan)
- – Guza (Uzbekistan)– Samarkand (Uzbekistan)
- – Ayni (Tajikistan) – Kokand (Uzbekistan)
- – Tashkent (Uzbekistan) – Kokand – Andijan – Osh – Irkeshtam (Biên giới  Kyrgyzstan và Trung Quốc)
- – Dushanbe (Tajikistan) - Kulob - Kalaikhumb - Khorugh – Murghab - Đèo Kulma - Biên giới Trung Quốc (xem Đường cao tốc Pamir)
- – Jirgatal (Kyrgyzstan) – Khorugh – Ishkoshim – Lyanga – Trung Quốc
- – Osh (Kyrgyzstan) – Bishkek (Kyrgyzstan)
- – Kokpek (Kazakhstan) - Kegen – Tyup (Kyrgyzstan)
- – Almaty (Kazakhstan) - Kokpek - Chundzha - Koktal - Khorgas (Trung Quốc)
- – Sary-Ozek (Kazakhstan) – Koktal (Kazakhstan)
- – Usharal (Kazakhstan) – Druzhba (Kazakhstan)
- – Taskesken (Kazakhstan) – Bakhty (Kazakhstan)
- – Zapadnoe (Kazakhstan) - Zhaksy - Atbasar – Astana (Kazakhstan)
- – Yelabuga (Nga)– Ufa (Nga)
- – Jezkazgan (Kazakhstan) – Karaganda - Pavlodar - Uspenovka (Kazakhstan)
- – Petropavl (Kazakhstan) – Zapadnoe (Kazakhstan)
- – Haugesund (Na Uy) – Røldal – Haukeli – Seljord – Kongsberg – Drammen (Na Uy)
- – Ålesund (Na Uy) – Tresfjord – Åndalsnes – Dombås (Na Uy)
- – Cork (Ireland) – Portlaoise (Ireland)
- – Amsterdam (Hà Lan) – Amersfoort (Hà Lan)
- – Amersfoort (Hà Lan) – Hoogeveen – Groningen (Hà Lan)
- – Hoogeveen (Hà Lan) – Haselünne – Cloppenburg (Đức)
- – Cuxhaven (Đức) – Bremerhaven – Bremen – Walsrode (Đức)
- – Sassnitz (Đức) – Stralsund – Neubrandenburg – Berlin (Đức)
- – Świecie (Ba Lan) – Poznań – Wrocław (Ba Lan)
- – Kaunas (Litva) – Ukmergė – Daugavpils – Rēzekne – Ostrov (Nga)
- – Tallinn (Estonia) – Tartu – Võru – Luhamaa (Estonia)
- – Jõhvi (Estonia) – Tartu – Valga - Valka - Valmiera - Incukalns (Latvia)
- – Tallinn (Estonia) – Keila – Paldiski... Kapellskär (Thụy Điển)
- – Minsk (Belarus) – Babruysk - Gomel (Belarus) (trước đây là từ Klaipėda – Kaunas – Vilnius)
- – Klaipėda (Litva) – Palanga – Šiauliai – Panevėžys – Ukmergė – Vilnius (Litva)
- – Breda (Hà Lan) – Gorinchem – Utrecht (Hà Lan)
- – Vlissingen (Hà Lan) – Breda – Eindhoven (Hà Lan)
- – Antwerp (Bỉ) – Liège (Bỉ)
- – Leuven (Bỉ) – Hasselt – Heerlen – Aachen (Đức)
- – Dortmund (Đức) – Kassel (Đức)
- – Radom (Ba Lan) – Rzeszów – Barwinek – Vyšný Komárnik – Svidník – Prešov (Slovakia)
- – Warszawa (Ba Lan) – Lublin – Lviv (Ukraina)
- E 373 – Lublin (Ba Lan) – Kovel – Rivne – Kiev (Ukraina)
- E 381 – hủy bỏ
- E 391 – Trosna (Nga) – Glukhkov (Nga)
- E 401 – Saint-Brieuc (Pháp) – Caen (Pháp)
- E 402 – Calais (Pháp) – Rouen – Le Mans (Pháp)
- E 403 – Zeebrugge (Bỉ) – Bruges – Roeselare – Kortrijk – Tournai (Bỉ)
- E 404 – Jabbeke (Bỉ) – Zeebrugge (Bỉ)
- E 411 – Brussels (Bỉ) – Metz (Pháp)
- E 420 – Nivelles (Bỉ) – Charleroi – Reims (Pháp)
- E 421 – Eynatten (Bỉ) - Eupen – St. Vith – Luxembourg (Luxembourg)
- E 422 – Trier (Đức) – Saarbrücken (Đức)
- E 429 – Tournai (Bỉ) – Halle (Bỉ)
- E 441 – Chemnitz (Đức) – Plauen – Hof (E 51) (Đức)
- E 442 – Karlovy Vary (Cộng hòa Séc)– Teplice – Turnov – Hradec Králové – Olomouc – Žilina (Slovakia)
- E 451 – Giessen (Đức) – Frankfurt am Main – Mannheim (Đức)
- E 461 – Svitavy (Cộng hòa Séc) – Brno – Viên (Áo)
- E 462 – Brno (Cộng hòa Séc) – Olomouc – Český Těšín - Katowice – Kraków (Ba Lan)
- E 471 – Mukachevo (Ukraina) – Lviv (Ukraina)
- E 501 – Le Mans (Pháp) – Angers (Pháp)
- E 502 – Le Mans (Pháp) – Tours (Pháp)
- E 511 – Courtenay (Pháp) – Troyes (Pháp)
- E 512 – Remiremont (Pháp) – Mulhouse (Pháp)
- E 531 – Offenburg (Đức) – Donaueschingen (Đức)
- E 532 – Memmingen (Đức) – Füssen (Đức)
- E 533 – Munich (Đức) – Garmisch-Partenkirchen – Mittenwald – Seefeld – Innsbruck (Áo)
- E 551 – České Budějovice (Cộng hòa Séc) – Humpolec (Cộng hòa Séc)
- E 552 – Munich (Đức) – Braunau am Inn – Wels – Linz (Áo)
- E 571 – Bratislava (Slovakia) – Zvolen – Košice (Slovakia)
- E 572 – Trenčín (Slovakia) – Žiar nad Hronom (Slovakia)
- E 573 – Püspökladány (Hungary) – Nyíregyháza – Chop – Uzhhorod (Ukraina)
- E 574 – Bacău (România) – Braşov – Piteşti – Craiova (România)
- E 575 – Bratislava (Slovakia) – Dunajská Streda – Medveďov – Vámosszabadi – Győr (Hungary)
- E 576 – Cluj-Napoca (România) – Dej (România) (trước đây kéo dài đến Bistriţa – Suceava, România)
- E 577 - Ploieşti (România) - Buzău (România)
- E 578 – Sieu-Magherus (România) – Reghin – Topliţa – Gheorgheni – Miercurea-Ciuc – Sfântu Gheorghe – Chichis (România)
- E 581 – Marasesti (România) – Tecuci – Albiţa – Leuşeni – Chişinău – Odessa (Ukraina)
- E 583 – Săbăoani (România) – Iaşi – Bălţi – Mohyliv-Podilskyi – Vinnytsia – Zhytomyr (Ukraina)
- E 584 – Poltava (Ukraina) – Kirovohrad – Chişinău – Giurgiuleşti – Galaţi – Slobozia (România)
- E 592 – Krasnodar (Nga) – Dzhubga (Nga)
- E 601 – Niort (Pháp) – La Rochelle (Pháp)
- E 602 – La Rochelle (Pháp) – Saintes (Pháp)
- E 603 – Saintes (Pháp) – Angoulême – Limoges (Pháp) (trước đây là đến Sculeni, Moldova)
- E 604 – Tours (Pháp) – Vierzon (Pháp)
- E 606 – Angoulême – Bordeaux (Pháp)
- E 607 – Digoin (Pháp) – Chalon-sur-Saône (Pháp)
- E 611 – Lyon (Pháp) – Pont-d'Ain (Pháp)
- E 612 – Ivrea (Ý) – Turin (Ý)
- E 641 – Wörgl (Áo) – St. Johann in Tirol – Lofer – Salzburg (Áo)
- E 651 – Altenmarkt im Pongau (Áo) – Liezen (Áo)
- E 652 – Klagenfurt (Áo) – Loiblpass – Naklo (Slovenia)
- E 653 – Letenye (Hungary) - Tornyiszentmiklós (Hungary)
- E 661 – Balatonkeresztúr (Hungary) – Nagyatád – Barcs – Virovitica – Okučani – Banja Luka – Jajce – Donji Vakuf – Zenica (Bosna và Hercegovina)
- E 662 – Subotica (Serbia) – Sombor – Osijek (Croatia)
- – Timişoara (România) – Arad – Oradea – Satu Mare (România)
- E 673 – Lugoj (România) – Ilia (România)
- E 675 – Agigea (România) – Negru Vodă – Kardam (Bulgaria)
- – Ashtarak (Armenia) - Gyumri – Ashotsk - Akhalkalaki - Akhaltsikhe - Vale, Gruzia – Türkgözü - Posof - Kars - Horasan (Thổ Nhĩ Kỳ)
- – Supsa (Gruzia) – Lanchkhuti - Samtredia (Gruzia)
- E 711 – Lyon (Pháp) – Grenoble (Pháp)
- E 712 – Geneva (Thụy Sĩ) – Chambéry – Marseille (Pháp)
- E 713 – Valence (Pháp) – Grenoble (Pháp)
- E 714 – Orange (Pháp) – Marseille (Pháp)
- E 717 – Turin (ý) – Savona (ý)
- E 751 – Rijeka (Croatia) – Pula – Koper (Slovenia)
- E 761 – Bihać (Bosna và Hercegovina) – Jajce – Donji Vakuf – Zenica – Sarajevo – Užice – Čačak – Kraljevo – Kruševac – Pojate – Paraćin – Zaječar (Serbia)
- E 762 – Sarajevo (Bosna và Hercegovina) – Podgorica → Albania
- – Beograd (Serbia) – Čačak – Nova Varoš – Bijelo Polje (Montenegro)
- E 771 – Drobeta-Turnu Severin (România) – Niš (Serbia)
- E 772 – Yablanitsa (Bulgaria) – Veliko Tarnovo – Shumen (Bulgaria)
- – Popovica (Serbia) – Stara Zagora – Burgas (Bulgaria)
- E 801 – Coimbra (Bồ Đào Nha) – Viseu – Vila Real – Chaves – Verín (Bồ Đào Nha)
- E 802 – Bragança (Bồ Đào Nha) – Guarda – Castelo Branco – Portalegre – Évora – Beja – Ourique (Bồ Đào Nha)
- E 803 – Salamanca (Tây Ban Nha) – Mérida – Sevilla (Tây Ban Nha)
- E 804 – Bilbao (Tây Ban Nha) – Logroño – Zaragoza (Tây Ban Nha)
- E 805 – Famalicão (Bồ Đào Nha) – Chaves (Bồ Đào Nha)
- E 806 – Torres Novas (Bồ Đào Nha) – Abrantes – Castelo Branco – Guarda (Bồ Đào Nha)
- E 821 – Roma (Ý) – San Cesareo (Ý)
- E 840 – Sassari (Ý) – Olbia ... Civitavecchia (Ý) – kết thúc tại tuyến đường E 80
- E 841 – Avellino (Ý) – Salerno (Ý)
- E 842 – Naples (Ý) – Avellino – Benevento – Canosa di Puglia (Ý)
- E 843 – Bari (Ý) – Taranto (Ý)
- E 844 – Spezzano Albanese (Ý) – Sybaris (Ý)
- E 846 – Cosenza (Ý) – Crotone (Ý)
- E 847 – Sicignano degli Alburni (Ý) – Potenza – Metaponto (Ý)
- E 848 – Sant'Eufemia Lamezia (Ý) – Catanzaro (Ý)
- E 851 – Petrovac (Montenegro) → Albania → Prizren – Priština (Kosovo)
- E 852 – Ohrid (Cộng hòa Macedonia) → Albania
- E 853 – Ioannina (Hy Lạp) → Albania
- E 871 – Sofia (Bungaria) – Kyustendil – Kumanovo (Cộng hòa Macedonia)
- E 881 – İzmit (Thổ Nhĩ Kỳ) - Bursa - Balıkesir - Manisa - İzmir - Çeşme (Thổ Nhĩ Kỳ)
- E 901 – Madrid (Tây Ban Nha) – Valencia (Tây Ban Nha)
- – Jaén (Tây Ban Nha) – Granada – Málaga (Tây Ban Nha)
- E 902 trước đây là từ Nicosia (Síp) – Paphos (Síp)
- – Mazara del Vallo (Ý) – Gela (Ý)
- – Buonfornello (Ý) – Enna – Catania (Ý)
- – Alcamo (Ý) – Trapani (Ý)
- – Ioannina (Hy Lạp) – Arta – Agrinio – Missolonghi (Hy Lạp)
- – Aktio (Hy Lạp) – Vonitsa – Amfilochia – Karpenisi – Lamia (Hy Lạp)
- – Tripoli (Hy Lạp) – Sparta – Gytheio (Hy Lạp)
- – Elefsina (Hy Lạp) – Thebes (Hy Lạp)
- E 962 trước đây là từ Tripoli (Hy Lạp) – Sparta – Gytheio (Hy Lạp)

## Tuyến đường châu Âu đáng chú ý
- Tuyến đường châu Âu dài nhất là E40, với chiều dài hơn 8.000 km (5.000 dặm), kết nối Pháp với Kazakhstan.
- Tuyến đường châu Âu ngắn nhất là E844, chỉ dài 22 km (14 dặm) ở Ý.
- Tuyến đường châu Âu xa nhất về phía bắc là E69 khi nó chạy qua mũi Bắc Cape, Na Uy ở 71 ° 10' Bắc.
- Tuyến đường châu Âu xa nhất về phía tây là E01 khi nó chạy qua thủ đô Lisbon, Bồ Đào Nha ở 9 ° 10' Tây.
- Tuyến đường châu Âu xa nhất về phía nam là E75, khi nó chạy trên đảo Crete, Hy Lạp ở 35 độ 6' Bắc
- Tuyến đường châu Âu xa nhất về phía đông là E127 khi chạy qua Maikapshagai, Kazakhstan ở 85 ° 36' Đông
- Tuyến đường châu Âu cao nhất là E008, ở độ cao 4.272 m (13.562 ft) trong dãy núi Pamir ở Tajikistan.
- Tuyến đường châu Âu cao nhất ở châu Âu là E62, ở độ cao 2.005 m (6.365 ft) tại đèo Simplon, Thụy Sĩ.
- Tuyến đường châu Âu thấp nhất là E39, ở độ sâu  -262 m (-832 ft) dưới mực nước biển, trong hầm Bømlafjord, Na Uy.